# Франко-радянський пакт про взаємодопомогу
Франко-радянський пакт про взаємодопомогу — угода про військову допомогу між Францією і СРСР, укладена 2 травня 1935.
Договір знаменував істотне зрушення в радянській політиці від позиції протидії Версальському договору до більш прозахідної політики, пов'язаної з ім'ям Максима Литвинова, міністра закордонних справ СРСР.
У повідомленні ТАРС від 28 березня 1945 спростовувалася наявність у радянсько-французькому договорі про взаємодопомогу секретної статті, що надає СРСР свободу дій на Сході.
Ратифікація договору французьким парламентом була використана Адольфом Гітлером як привід для ремілітаризації Рейнської області, яка була категорично заборонена Версальським договором.

## Передумови
Ініціатором укладення договору була Франція. У жовтні-листопаді 1933 р. міністр закордонних справ Франції Жозеф Поль-Бонкур запропонував своєму радянському колезі Максиму Литвинову обговорити можливість укладення пакту про взаємодопомогу між Францією та СРСР, а також вступ СРСР в Лігу Націй. Політбюро ЦК ВКП(б) визнало ці питання «дискутабельними» і схвалили початок переговорів про укладення колективного договору про взаємодопомогу між Францією, СРСР і Польщею, до яких могли приєднатися країни Балтії, Чехословаччина і Бельгія. При цьому СРСР відмовлявся від прийняття зобов'язань з надання допомоги союзникам Франції Югославії та Румунії. Після відставки Поля Бонкура в лютому 1934 р. ведення переговорів продовжив у квітні 1934 р. його наступник Барту. Одночасно французька дипломатія намагалася поліпшити відносини Москви з країнами Малої Антанти та виступала посередником при їх контактах, метою яких було встановлення дипломатичних відносин між ними.
18 травня 1934 Барту і Литвинов погодили на зустрічі в Женеві новий формат пакту про взаємодопомогу — обидва міністри схвалили запрошення в пакт Німеччини і Фінляндії та неучасть у ній Бельгії. Під час їх наступної зустрічі в Женеві 8 червня Барту передав Литвинову текст проєкту пакту, який включав два договори: перший — про взаємодопомогу між Німеччиною, Польщею, ЧСР, СРСР, країнами Прибалтики та Фінляндії, другий — радянсько-французьку угоду про взаємодопомогу проти нападу на них учасників Локарнського договору або Східного пакту. Встановлення на наступний день дипломатичних відносин СРСР з Чехословаччиною і Румунією полегшувало залучення Праги до складної осі Париж-Москва. При цьому голова чехословацької дипломатії Едвард Бенеш відразу ж висловив згоду на участь його країни в Східному пакті. В той самий час Варшава і Берлін не сприйняли ідею Східного пакту з натхненням. В результаті реальні перспективи пакту про укладення колективного пакту про взаємодопомогу передбачали участь тільки СРСР, Франції та Чехословаччини.
Після вбивства Барту в жовтні 1934 р. наступником став Лаваль продовжив переговори з Москвою. На думку Лаваля, йому вдалося до цього часу успішно домовитися з Муссоліні, a Гітлер, з його точки зору, не заперечував проти двосторонніх пактів. Лаваль вважав, що укладення франко-радянського договору збільшить силу Франції й спонукає Німеччину домовлятися на більш вигідних для Франції умовах («я підписую франко-російський пакт для того, щоб мати більше переваг, коли я буду домовлятися з Берліном»). Радянська дипломатія також вважала, що, на відміну від Барта, справжньою метою Лаваля є домовленість з Німеччиною і що вже у квітні 1935 року Лаваль отримав згоду Гітлера на «тур вальсу з СРСР».

## Переговори
Повпред СРСР у Франції В. П. Потьомкін отримав з Наркомінсправ інструкції на проведення переговорів 10 квітня 1935 року. В інструкціях вказувалось, що проєкт договору повинен включати надання військової допомоги при агресії до рішення Ліги Націй і використовувати радянське розширене визначення агресії, що включало, крім оголошення війни, неоголошений напад, артилерійський обстріл і авіаційні бомбардування іншої держави, висадку десантів, морську блокаду.
Франція наполягала на отриманні згоди Ліги Націй до надання допомоги стороні, що зазнала агресії. У результаті точка зору СРСР була відображена у 3 статті договору.

## Зміст договору та протоколу
Стаття I встановлювала, що у разі загрози нападу європейської держави на одну зі сторін договору Франція і СРСР негайно почнуть консультації.
Стаття II зобов'язувала сторони надати негайну допомогу і підтримку іншій стороні, якщо та стане об'єктом неспровокованого нападу третьої «європейської держави», тим самим уникаючи залучення Франції у можливий конфлікт СРСР і Японії. Статті III й IV встановлювали відповідність договору статуту Ліги Націй.
Стаття V вказувала порядок ратифікації та продовження договору. Договір був укладений на п'ять років з автоматичним продовженням.
Протокол підписання договору від 2 травня 1935 року уточнював, що рішення Ліги Націй не вимагається:
«Домовлено, що наслідком статті 3 є зобов'язання кожної договірної сторони негайно надати допомогу іншій, погодившись невідкладно з рекомендаціями Ради Ліги Націй, як тільки вони будуть винесені через статтю 16 статуту. Домовлено також, що обидві договірні сторони будуть діяти відповідно, щоб досягти того, щоб Рада винесла свої рекомендації з усією швидкістю, якої вимагатимуть обставини, і якщо, попри це, Рада не винесе з тієї чи іншої причини ніякої рекомендації або якщо він не досягне одностайності, то зобов'язання допомоги з усім тим буде виконано».
Однак вже наступний розділ протоколу підкреслював несуперечність накладених договором зобов'язань позиції Ліги Націй: ці зобов'язання не можуть мати такого застосування, яке, бувши несумісним з договірними зобов'язаннями, прийнятими однієї з договірних сторін, піддало б останніх санкцій міжнародного характеру".

## Договір у системі міжнародних відносин
Договір розглядався як частина загальноєвропейської системи безпеки, плани якої включали Східний пакт. Так, параграф 4 протоколу стверджував, що «переговори, результатом яких стало підписання цього договору, були розпочаті спочатку в цілях доповнення угоди про безпеку, що охоплює країни сходу Європи, а саме СРСР, Німеччини, Чехословаччини, Польщі й сусідніх з СРСР балтійських держав» і, крім цього договору, «повинен був бути укладений договір про допомогу між СРСР, Францією та Німеччиною, в якому кожна з цих трьох держав повинна була зобов'язатися наданням підтримки для тієї країни, яка стала б предметом нападу з боку однієї з цих трьох держав».

## Підписання договору
Договір був підписаний 2 травня 1935 року в Парижі. Після підписання Лаваль відвідав Москву 13—15 травня 1935 року і зустрівся зі Сталіним і Молотовим. Після візиту було спільне комюніке, у якому заявлялося, що дипломатії обох країн «з повною очевидністю прямують до однієї істотної мети — підтримання миру шляхом організації колективної безпеки. Представники обох держав, встановили, що укладення договору про взаємну допомогу між СРСР і Францією аж ніяк не зменшило значення невідкладного здійснення регіонального східноєвропейського пакту у складі раніше запланованих держав і містить зобов'язання ненападу, консультацій і ненадання допомоги агресору. Обидва уряди вирішили продовжувати свої спільні зусилля щодо пошуку найбільш відповідних цієї мети дипломатичних шляхів».

## Доля договору
Додаткова угода, яка повинна була визначити практичні аспекти співпраці, не була укладена спочатку через небажання П. Лаваля (ратифікація договору відбулася лише після його відходу у відставку). Практичні заходи щодо відбиття агресії обговорювалися на Московських переговорах 1939 року, які не призвели до угоди. Договір після цього втратив значення.